# Габровская область
Га́бровская о́бласть (болг. Област Габрово) — область в центре Болгарии. Площадь территории области — 2023 км², население — 122 702 жителей (2011), в области 356 населённых пунктов. Административный центр — город Габрово.

## Общины Габровской области
Административно область делится на 4 общины:
1. Община Дряново
2. Община Габрово
3. Община Севлиево
4. Община Трявна

см. также Города Габровской области

## Население
| Этнические группы (2011) | Этнические группы (2011) | Этнические группы (2011) | Этнические группы (2011) | Этнические группы (2011) |
| Этническая группа        |                          |                          | Процент                  |                          |
| ------------------------ | ------------------------ | ------------------------ | ------------------------ | ------------------------ |
| Болгары                  |                          |                          | 92.2 %                   |                          |
| Турки                    |                          |                          | 5.6 %                    |                          |
| Цыгане                   |                          |                          | 1.1 %                    |                          |
| Другие                   |                          |                          | 1.0 %                    |                          |